# Bril (Einheit)
Das Bril, abgeleitet von „Brillanz“,  ist eine psychophysische Maßeinheit für die wahrgenommene Helligkeit eines Lichtreizes. Es ist definiert als die Helligkeit, mit der eine Fläche der Leuchtdichte 1 Mikrolambert von einem dunkelangepassten Auge wahrgenommen wird.
Die wahrgenommene Helligkeit ist nicht proportional zur Leuchtdichte der betrachteten Testfläche. Stattdessen besteht
- nach Fechner ein logarithmischer Zusammenhang (siehe Weber-Fechner-Gesetz)
- nach Stevens ein Potenzgesetz (siehe Stevenssche Potenzfunktion).

Die wahrgenommene Helligkeit hängt außerdem vom Adaptationszustand des Auges ab, da es Unterschiede im Beleuchtungsniveau durch Anpassung seiner Empfindlichkeit teilweise ausgleicht:
- ein an 100 Mikrolambert  angepasstes Auge nimmt eine Leuchtdichte von 100 Mikrolambert mit einer Helligkeit von 3 Bril[3] wahr
- ein an 1 Lambert  angepasstes Auge nimmt eine Leuchtdichte von 0,01 Lambert = 10.000 Mikrolambert  ebenfalls mit einer Helligkeit von 3 Bril[3] wahr.